# Stazione di Sakurajōsui
La stazione di Sakurajōsui (桜上水駅?, Sakurajōsui-eki) è una stazione ferroviaria di Tokyo che si trova nel distretto di Setagaya, passante per la linea Keiō della Keiō Corporation.

## Linee
Keiō Corporation
● Linea Keiō

## Struttura
La stazione dispone di due banchine a isola con quattro binari passanti in superficie.
| 1-2 | ● Linea Keiō | per Chōfu, Hashimoto, Keiō-Hachiōji e Takaosanguchi                             |
| 3-4 | ● Linea Keiō | per Meidaimae, Sasazuka, Shinjuku e linea Shinjuku della metropolitana di Tokyo |

## Stazioni adiacenti
| «                                 | Servizio                    | »                  |
| Linea Keiō                        | Linea Keiō                  | Linea Keiō         |
| --------------------------------- | --------------------------- | ------------------ |
| Shimo-Takaido                     | Locale                      | Kami-Kitazawa      |
| Shimo-Takaido                     | Rapido                      | Hachiman-yama      |
| Meidaimae                         | Espresso Espresso sezionale | Chitose-Karasuyama |
| Tutti gli altri treni non fermano |                             |                    |